# Jorge Blanco (acteur)
Pour les articles homonymes, voir Jorge Blanco et Blanco.
 (septembre 2013).
Si vous disposez d'ouvrages ou d'articles de référence ou si vous connaissez des sites web de qualité traitant du thème abordé ici, merci de compléter l'article en donnant les références utiles à sa vérifiabilité et en les liant à la section « Notes et références ».
Jorge Blanco Güereña, né le 19 décembre 1991 à Guadalajara, est un acteur, danseur et chanteur mexicain. Il est surtout connu pour jouer de 2012 à 2015 le rôle de León Vargas dans la série télévisée de Disney Channel Violetta.

## Biographie

### Jeunesse
Jorge Blanco Güereña est né le 19 décembre 1991 à Guadalajara. Il prend très tôt des cours de théâtre et participe à plusieurs événements artistiques scolaires. À onze ans, il chante dans le chœur d'une église. Il commence également la guitare à l'âge de 8 ans et se met au chant à 11 ans.

### Carrière
En 2007, il participe au concours High School Musical: la selección ce qui lui permet de jouer dans l'adaptation mexicaine de High School Musical: High School Musical: El Desafio (en). Il y interprète le rôle de Jorge et prend part à la tournée du programme.

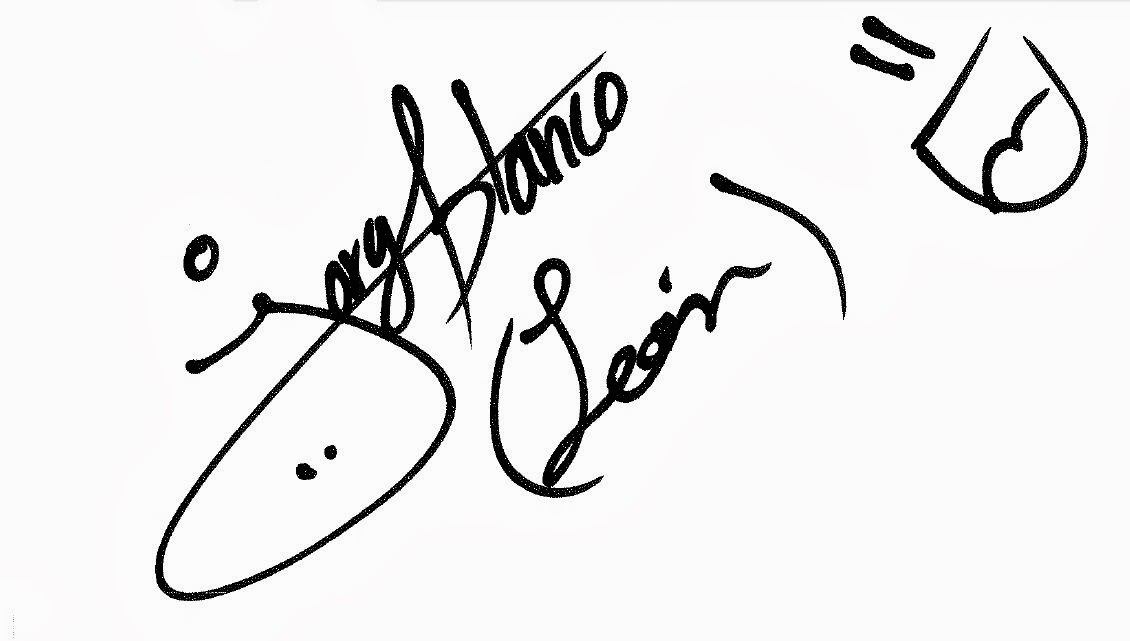
Autographe de Jorge.

En 2010, il interprète le rôle de Diego dans la série Highway: Rodando la Aventura avant de camper le rôle de Pablo dans la série Cuando Toca La Campana en 2011.
En mai 2011, il participe à Disney's Friends for Change Games dans l'équipe jaune.
De 2012 à 2015, il interprète le rôle de León Vargas, le petit ami de l'héroïne dans la série Violetta. Il participe à la première tournée de Violetta : Violetta en vivo. Il participe aussi a la Primera Juntada Tinistas, comme invité de Martina Stoessel avec qui il chante la chanson Corre. Il participe à la seconde tournée mondiale et tournée d'adieux de Violetta : Violetta Live.
En 2015, il commence sa carrière sur grand écran avec le film de Walt Disney Pictures Tini : La Nouvelle Vie de Violetta aux côtés de l'actrice Martina Stoessel.
Le 19 février 2016, il est annoncé qu'il a signé avec le label Hollywood Records et qu'il prépare son premier album en studio. Durant la promotion du film Tini : La Nouvelle Vie de Violetta, l'acteur reçoit le prix de « Meilleur acteur dans une série » par le magazine allemand Bravo.

### Vie privée
En 2016, Jorge Blanco organise une fausse émission de Top Five Live où il y demande Stephie Caire en mariage, rencontrée sur le tournage de High School Musical: El Desafio.

## Discographie

### High School Musical: El Desafío
- El Verano Terminó avec la troupe de HSM: El Desafío
- Siempre Juntos avec les garçons de la troupe de HSM: El Desafío
- Dime Ven avec la troupe de HSM: El Desafío
- Mejor Hacerlo Todos Juntos avec la troupe de HSM: El Desafío
- Actuar, Bailar, Cantar avec la troupe de HSM: El Desafío

### Cuando Toca La Campana
- Únete A Esta Fiesta avec la troupe de Cuando Toca La Campana
- Ahí Estaré avec Diana Santos
- A Celebrar avec Leonel Deluglio, Julio Graham et Gerardo Velázquez
- La Hora Buena avec la troupe de Cuando Toca La Campana
- Cuando Toca La Campana avec la troupe de Cuando Toca La Campana

### Violetta

#### Violetta/Cantar es lo que soy
- Destinada A Brillar avec Mercedes Lambre, Alba Rico et Nicolás Garnier
- Voy Por Ti
- Juntos Somos Mas avec Mercedes Lambre, Nicolás Garnier, Candelaria Molfese, Facundo Gambandé, Lodovica Comello et Rodrigo Velilla
- Are You Ready For The Ride ? avec Nicolás Garnier, Facundo Gambandé, Rodrigo Velilla et Samuel Nascimento
- Dile Que Si avec Nicolás Garnier et Rodrigo Velilla
- Ven Y Canta avec la troupe de Violetta
- Ser Mejor avec la troupe de Violetta
- Tu Foto De Verano avec Nicolás Garnier, Samuel Nascimento, Rodrigo Velilla et Facundo Gambandé
- Podemos  avec Martina Stoessel
- Tienes El Talento avec une partie de la troupe de Violetta

#### Hoy Somos Más
- Entre Dos Mundos
- Euforia avec la troupe de Violetta
- Nuestro Camino avec Martina Stoessel
- On Beat avec la troupe de Violetta
- Luz, Cámara, Acción avec Ruggero Pasquarelli, Samuel Nascimento et Diego Domínguez et Facundo Gamadé et Nicolas Garnier

En plus dans la version francophone.
- Ven Con Nosotros avec Diego Domínguez, Facundo Gambandé, Nicolás Garnier et Samuel Nascimento
- Te Fazer Feliz avec Samuel Nascimento et Nicolás Garnier
- Esto No Puede Terminar avec la troupe de Violetta

#### Violetta En Vivo
- Hoy Somos Más avec la troupe de Violetta.
- Tienes el Talento avec la troupe de Violetta.
- Euforia avec la troupe de Violetta.
- Podemos avec Martina Stoessel
- Are You Ready For The Ride? avec Diego Domínguez Llort, Xabiani Ponce De León, Facundo Gambandé, Nicolas Garnier et Samuel Nascimento.
- Voy Por Ti
- Nuestro Camino avec Martina Stoessel.
- Entre dos Mundos
- Tu Foto De Verano avec Diego Domínguez Llort, Xabiani Ponce De León, Facundo Gambandé, Nicolas Garnier et Samuel Nascimento.
- Te Esperaré
- On Beat avec la troupe de Violetta
- Juntos Somos Más avec Mercedes Lambre, Alba Rico, Candelaria Molfese, Lodovica Comello, Facundo Gambandé, Xabiani Ponce De León, Samuel Nascimento et Diego Domínguez.
- Ser Mejor avec la troupe de Violetta.
- En Mi Mundo avec la troupe de Violetta.

#### Gira Mi Canción/Crecimos Juntos
- En Gira avec la troupe de Violetta
- Hay Amor en el Aire seul
- Queen of the dance floor avec Samuel Nascimento, Nicolás Garnier, Ruggero Pasquarelli et Facundo Gambandé
- Friends Till The End avec la troupe de Violetta
- Mil Vidas Atras avec Samuel Nascimento, Nicolás Garnier, Ruggero Pasquarelli et Facundo Gambandé
- Rescata mi corazon avec Samuel Nascimento, Nicolás Garnier, Ruggero Pasquarelli et Facundo Gambandé
- Mi princessa avec Samuel Nascimento, Nicolás Garnier, Ruggero Pasquarelli et Facundo Gambandé
- Llamame avec la troupe de Violetta
- Abrazame y veras avec Martina Stoessel
- Crecimos Juntos avec la troupe de Violetta

#### TINI//Deuxième album
- "Yo Te Amo A Ti" avec  Martina Stoessel
- "I Want You" avec Martina Stoessel
- "Light Your Heart" en solo

### Autres
- Non believers avec Stephie Caire
- Beautiful Mistake
- Risky Business
- Hold me down
- Bad karma
- Hot damn
- Summer soul
- Una noche avec Saak
- Gone is the night avec Kris Kross Amsterdam

## Filmographie
| Année     | Titre                                | Personnage                      | Genre                       | Chaîne/Compagnie             |
| --------- | ------------------------------------ | ------------------------------- | --------------------------- | ---------------------------- |
| 2008      | High School Musical: El Desafio (en) | Jorge                           | Film                        | Disney Channel Latin America |
| 2010      | Highway : Rodando la aventura        | Diego (Épisode: "El mochilero") | Série                       | Disney Channel Latin America |
| 2011-2012 | Cuando toca la campana               | Pablo                           | Série                       | Disney Channel Latin America |
| 2011      | Disney's Friends for Change Games    |                                 | Competition                 | Disney Channel               |
| 2012-2015 | Violetta                             | León Vargas                     | Série composé de 3 saison.  | Disney Channel Latin America |
| 2014      | Violetta: en concert                 | León Vargas                     | Concert Film                | Disney Channel               |
| 2016      | Tini : La Nouvelle Vie de Violetta   | León Vargas                     | Film                        | Disney Channel               |
| 2022-2024 | Papas à la demande !                 | Miguel                          | Série composée de 2 saisons | Disney+                      |

## Récompenses et nominations
| Année | Cérémonie ou récompense        | Prix             | Travail nommé | Résultat   |
| ----- | ------------------------------ | ---------------- | ------------- | ---------- |
| 2013  | Kid's Choice Awards Mexico     | Acteur TV favori | Violetta      | Lauréat    |
| 2013  | Kid´s Choice Awards Argentina  | Acteur TV favori | Violetta      | Lauréat    |
| 2014  | Teen Weekly 2014               | Acteur TV Favori | Violetta      | Lauréat    |
| 2014  | Kid´s Choice Awards Colombiana | Acteur TV favori | Violetta      | Lauréat    |
| 2014  | Kid´s Choice Awards Mexico     | Acteur TV favori | Violetta      | Lauréat    |
| 2014  | Kid´s Choice Awards Argentina  | Acteur TV favori | Violetta      | Nomination |
| 2015  | Kid's Choice Awards Mexico     | Acteur TV favori | Violetta      | Nomination |